# Discopyge tschudii
Discopyge tschudii är en rockeart som beskrevs av Heckel 1846. Discopyge tschudii ingår i släktet Discopyge och familjen Narcinidae. IUCN kategoriserar arten globalt som nära hotad. Inga underarter finns listade i Catalogue of Life.